# 4191 Assesse
A 4191 Assesse (ideiglenes jelöléssel 1980 KH) a Naprendszer kisbolygóövében található aszteroida. Henri Debehogne fedezte fel 1980. május 22-én.